# Сидеричний період

Сидеричний період (1 → 2) і синодичний період (1 → 3)

Сидеричний період обертання (лат. sideris — зоряний) — проміжок часу, протягом якого небесне тіло здійснює повний оберт навколо Сонця чи іншого центрального тіла  у системі відліку відносно зір.
Поняття «сидеричний період обертання» застосовується до планет, астероїдів, комет, супутників, штучних супутників тощо.
Якщо мова йде про орбітальний період і система відліку не уточнюється зазвичай мають на увазі саме сидеричний період.

## Приклади
- Сидеричний період обертання Місяця навколо Землі — сидеричний місяць (27,322 діб).
- Сидеричний період обертання Землі навколо Сонця — сидеричний рік (зоряний рік).
- Сидеричний період обертання планети навколо Сонця називають планетним роком: меркуріанський рік, юпітеріанський рік тощо.

## Сидеричні періоди обертання планет навколо Сонця
| Планета  | Сидеричний період |
| -------- | ----------------- |
| Меркурій | 87,97 діб         |
| Венера   | 224,7 діб         |
| Земля    | ≈365,256360 діб   |
| Марс     | 1,88 рік          |
| Юпітер   | 11,86 років       |
| Сатурн   | 29,46 років       |
| Уран     | 84,02 роки        |
| Нептун   | 164,78 роки       |